# Estrimo
Estrimo (en grec antic: Στρυμώ) va ser, segons la mitologia grega, una nimfa, filla del déu-riu Escamandre.
Es va casar amb Laomedont, rei de Troia, i va tenir vuit fills, entre els quals destaquen Príam, Hesíone, Lampos i Titonos. De vegades la mare de Príam s'anomena Plàcia o Leucipe, en lloc d'Estrimo.